# Zuidhorn (Friesland)
Zuidhorn (Stellingwerfs: Zuudhorn; Fries: Súdhoarne) is een buurtschap in de gemeente Ooststellingwerf, in de Nederlandse provincie Friesland.
Het ligt ten zuidwesten van Elsloo aan een bocht van de Donkereweg. Het dankt ook diens plaatsnaam aan het feit dat het in de zuidelijke hoek is gelegen, in de bocht van de weg. De buurtschap valt formeel ook onder Elsloo.
In 1840 stonden er twee huizen met 14 bewoners. Anno 2018 staan er zes huizen.